# Playa de Los Rubios
La playa de Los Rubios es una playa del municipio de Rincón de la Victoria, en la Costa del Sol de la provincia de Málaga, Andalucía, España. Se trata de una extensa playa semiurbana de arena oscura, situada en el barrio de Los Judíos, en el extremo oriental del municipio. Tiene unos 1.100 metros de longitud y unos 20 metros de anchura media. Es una playa con un grado medio de ocupación y cuenta con todo tipo de servicios.